# Восточный обход Ростова-на-Дону
Восточный обход Ростова-на-Дону (известен также как «Обход Аксая») — автомобильный обход столицы Южного федерального округа.
Контракт на строительство был заключён в сентябре 2020 года, само строительство было начато почти сразу же. Заказчиком является «Автодор». Строительство ведёт компания «Трансстроймеханизация». Дорога открыта 15 июня 2023 года.
Контракт включает в себя строительство, содержание, ремонт, капитальный ремонт и эксплуатацию дороги на платной основе. Финансирование проекта до 2024 года составит 120 миллиардов рублей. Участок был сдан с опережением графика на 18 месяцев.

## Описание проекта
Магистраль М-4 «Дон», пересекающая Ростовскую область с севера на юг, является основой федеральной дорожной сети региона. В настоящее время автодорога исчерпала свою пропускную способность. Основными пробкообразующими местами области являются сужения с 2+2 до 1+1, например, у города Каменска-Шахтинского (ремонт моста через реку Северский Донец) и участок в Аксайском районе возле ТЦ «Мега». При этом весь автомобильный трафик идёт в черте городов Аксай и Ростов-на-Дону.
Строительство обхода понадобилось для радикальной разгрузки автотрассы М-4 «Дон», при этом участок будет платным.
Число полос движения на дороге — шесть (с 1024-го по 1038-й км) и четыре (с 1038-го по 1091-й км); на ней будет возведено восемь транспортных развязок, 16 путепроводов и восемь мостов. Самым крупным станет мост высотой 20 метров и протяженностью 1900 метров через реку Дон рядом со станицей Старочеркасской. Собственно новый участок трассы М4 «Дон» длиной 33,7 км (с 1038-го по 1072-й км) будет эксплуатироваться на платной основе, существующая дорога останется альтернативной и бесплатной для автомобилистов.
Обход Аксая предполагается строить по немецким технологиям, толщина дорожной «одежды» будет в полтора раза больше общероссийских норм. Первый 12-километровый участок «Обхода Аксая» (с от 1024 по 1036 км) открылся на 7 месяцев раньше срока, в этом событии принял участие губернатор Ростовской области Василий Голубев.
Часть строящегося маршрута пройдет по пойме реки Дон. В рамках проекта предусмотрено строительство ветровых электростанций и ещё 23 искусственных сооружения — 3 моста, 3 развязки с региональными дорогами, 11 сельхозпроездов, 9 путепроводов, Также производится переустройство систем мелиорации на примыкающих к дороге территориях ведения сельского хозяйства.
На 1089-м километре трассы М-4 построен оптово-розничный торговый комплекс «Южный», который создан вместо закрытых под Ростовом-на-Дону летом 2021 года оптово-розничных рынков «Алмаз», «Атлант» и «Овощной».
Экономический эффект от строительства трассы начал проявляться уже во время строительства. По оценкам, на осень 2021 года, строительство Восточного обхода создало в регионе до двух тысяч рабочих мест.